# Engagement unilatéral en droit du travail français
En droit du travail français, un engagement unilatéral représente tout acte d'engagement de l'employeur vis-à-vis des salariés. L'accord atypique, qui se définit comme l'accord signé entre l'employeur ne répondant pas aux critères d'un accord collectif a la même valeur qu'un engagement unilatéral.
L'engagement unilatéral suit le même régime juridique que l'usage.

## Dénonciation de l'engagement unilatéral
Pour dénoncer son engagement unilatéral, l'employeur doit en informer tout d'abord les représentants du personnel, puis l'ensemble des salariés potentiellement concerné par l'avantage supprimé.